# Coup de poing direct court
Dans les arts martiaux et la boxe, le direct court est coup de poing dans l’axe direct exécuté le plus souvent sur le buste adverse, souvent le pouce en haut et à mi-distance. Contrairement à l’uppercut utilisant la poussée des jambes et la circumduction de l’épaule, il s’exécute avec une translation du tronc et une activité plus prononcée du coude.

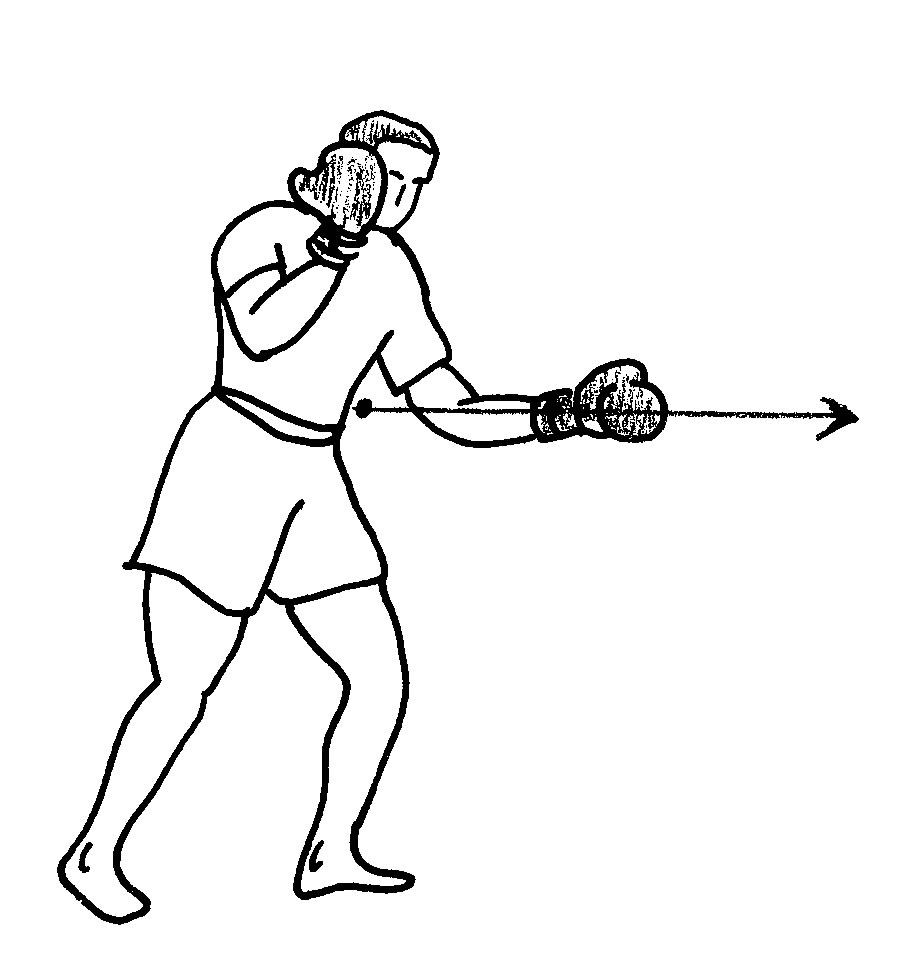
Direct court en shadow-boxing
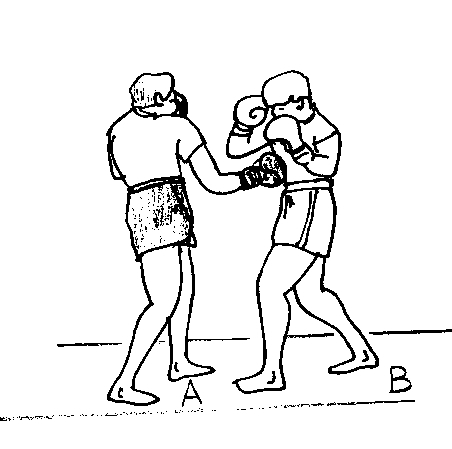
Direct court lors d’un corps à corps
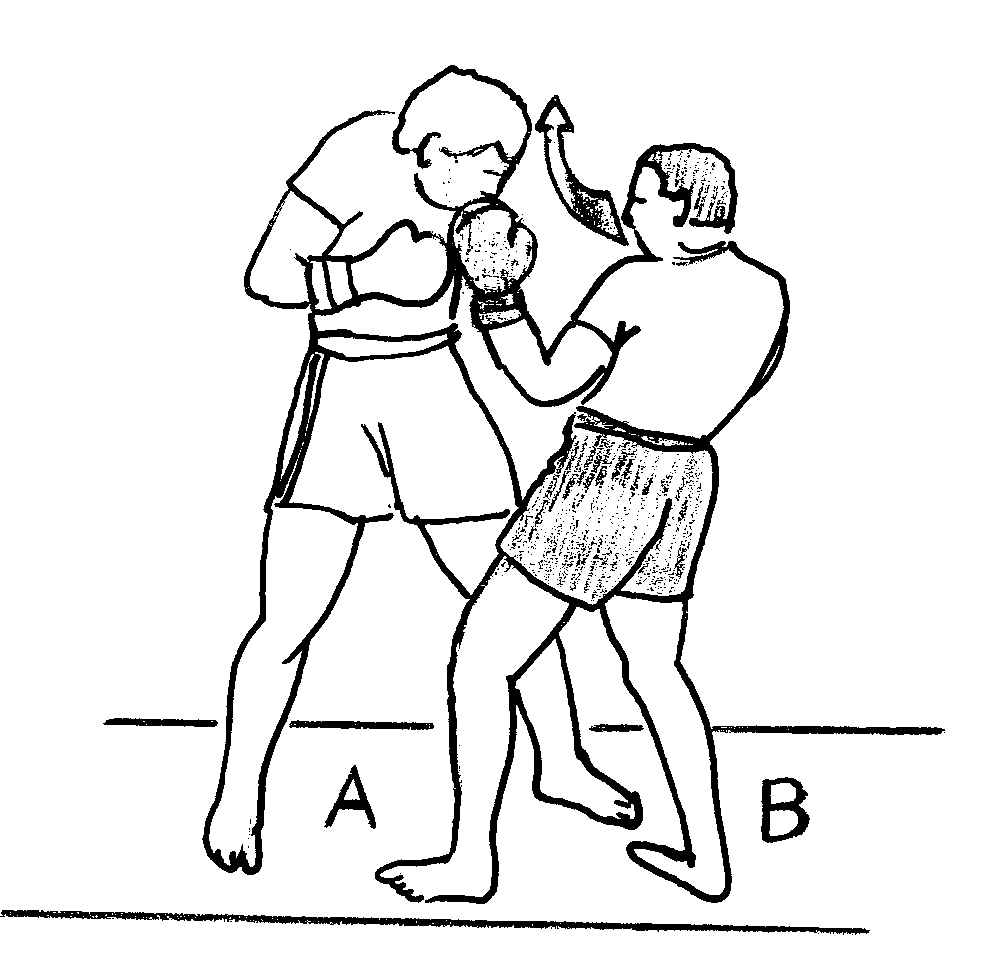
Direct court lors d’une attaque à la face (coup de contre)

## Sources
- Georges Blanchet, Boxe et sports de combat en éducation physique, Ed. Chiron, Paris, 1947
- Alain Delmas, 1. Lexique de la boxe et des autres boxes (Document fédéral de formation d’entraîneur), Aix-en-Provence, 1981-2005 – 2. Lexique de combatique (Document fédéral de formation d’entraîneur), Toulouse, 1975-1980.
- Jack Dempsey, Championship fighting, Ed. Jack Cuddy, 1950
- Gabrielle & Roland Habersetzer, Encyclopédie des arts martiaux de l'Extrême-Orient, Ed. Amphora, Paris, 2000
- Louis Lerda, J.C. Casteyre, Sachons boxer, Ed. Vigot, Paris, 1944
- Marcel Petit, Boxe : technique et entraînement, Paris, Ed. Amphora, Paris, 1972